# Matadajogihalli, Molakalmuru
Matadajogihalli là một làng thuộc tehsil Molakalmuru, huyện Chitradurga, bang Karnataka, Ấn Độ.